# Posavsko-podmajevička grupna nogometna liga 1990./91.
"Posavsko-podmajevička grupna nogometna liga" je bila jedna od grupnih liga "Međuopćinskog nogometnog saveza Brčko" i liga osmog stupnja nogometnog prvenstva Jugoslavije u sezoni 1990./91. 
 
Sudjelovalo je 12 klubova, a prvak je bio klub "Sloboda" iz Kerepa. 

## Ljestvica
| mj. | klub                        | ut. | pob. | ner.  | por. | gol+ | gol- | bod     |
| --- | --------------------------- | --- | ---- | ----- | ---- | ---- | ---- | ------- |
| 1.  | Sloboda Kerep               | 22  | 16   | 3 (1) | 3    | 63   | 16   | 33      |
| 2.  | 27. Juli Bok                | 22  | 12   | 4 (3) | 6    | 44   | 34   | 27      |
| 3.  | Sloga Hrgovi Donji          | 22  | 13   | 1 (1) | 8    | 48   | 35   | 27      |
| 4.  | Pelagićevo                  | 22  | 11   | 3 (2) | 8    | 48   | 40   | 24      |
| 5.  | Međeđa Gornja Međeđa        | 22  | 12   | 1 (1) | 9    | 62   | 44   | 23      |
| 6.  | Mladost Bosanska Bijela     | 22  | 9    | 5 (4) | 8    | 42   | 43   | 22      |
| 7.  | Dinamo Prijedor             | 22  | 9    | 1 (1) | 12   | 43   | 48   | 19      |
| 8.  | Jedinstvo Bukova Greda      | 22  | 7    | 3 (2) | 12   | 31   | 43   | 16      |
| 9.  | Jedinstvo Kopanice          | 22  | 7    | 1 (0) | 14   | 34   | 45   | 14      |
| 10. | Mladost Gorice              | 22  | 7    | 3 (2) | 12   | 31   | 56   | 14 (-2) |
| 11. | Crvena zvijezda Donji Žabar | 22  | 6    | 3 (1) | 13   | 27   | 43   | 18      |
| 12. | Matići 88                   | 22  | 5    | 2 (1) | 15   | 21   | 44   | 11      |

- u slučaju neriješenog rezultata se izvodilo raspucavanje jedanaesterca te bi pobjednik dobio 1 bod, a poraženi u raspucavanju bi ostao bez bodova

## Rezultatska križaljka
| kratica | klub                        | 27JUL | CRVZ | DIN | JEDBG | JEDK | MAT | MEĐ | MLABB | MLAG | PEL | SLOB | SLOG |
| --- | --------------------------- | ----- | ---- | --- | ----- | ---- | --- | --- | ----- | ---- | --- | ---- | ---- |
| 27JUL | 27. Juli Bok                |       |      |     |       |      |     |     |       |      |     |      |      |
| CRVZ | Crvena zvijezda Donji Žabar |       |      |     |       |      |     |     |       |      |     |      |      |
| DIN | Dinamo Prijedor             |       |      |     |       |      |     |     |       |      |     |      |      |
| JEDBG | Jedinstvo Bukova Greda      |       |      |     |       |      |     |     |       |      |     |      |      |
| JEDK | Jedinstvo Kopanice          |       |      |     |       |      |     |     |       |      |     |      |      |
| MAT | Matići 88                   |       |      |     |       |      |     |     |       |      |     |      |      |
| MEĐ | Međeđa Gornja Međeđa        |       |      |     |       |      |     |     |       |      |     |      |      |
| MLABB | Mladost Bosanska Bijela     |       |      |     |       |      |     |     |       |      |     |      |      |
| MLAG | Mladost Gorice              |       |      |     |       |      |     |     |       |      |     |      |      |
| PEL | Pelagićevo                  |       |      |     |       |      |     |     |       |      |     |      |      |
| SLOB | Sloboda Kerep               |       |      |     |       |      |     |     |       |      |     |      |      |
| SLOG | Sloga Hrgovi Donji          |       |      |     |       |      |     |     |       |      |     |      |      |
| |                             |       |      |     |       |      |     |     |       |      |     |      |      |
| podebljan rezultat - utakmice od 1. do 11. kola (1. utakmica između klubova) rezultat normalne debljine - utakmice od 12. do 22. kola (2. utakmica između klubova) rezultat nakošen - nije vidljiv redoslijed odigravanja međusobnih utakmica iz dostupnih izvora rezultat nakošen i smanjen * - iz dostupnih izvora nije uočljiv domaćin susreta prekrižen rezultat - poništena ili brisana utakmica p - utakmica prekinuta 3:0 p.f. / 0:3 p.f. - rezultat 3:0 bez borbe n.i. - nije igrano (_:_ 11 m) - rezultat u raspucavanju jedanaesteraca u slučaju neriješenog rezultata |                             |       |      |     |       |      |     |     |       |      |     |      |      |

 Izvori: 